# Nicolás Femia
Nicolás Federico Femia (Buenos Aires, Argentina, 8 de agosto de 1996) es un futbolista argentino que juega de volante. En el Club Deportivo Águila de la Primera División de El Salvador.

## Trayectoria
Inició en las inferiores de Huracán. Hizo su debut con el Globo el 18 de julio de 2016, bajo el comando técnico de Eduardo Domínguez, quien lo envió a la cancha en el minuto 36 por Mariano González, en un encuentro contra Central Córdoba (SdE) por la Copa Argentina, el cual finalizó con marcador de 2-1 en favor de Huracán. 
El 11 de agosto de 2018, fichó por Sacachispas F. C. en constancia de préstamo del Club Atlético Huracán. Debutó en la Primera B Metropolitana con anotación incluida el 17 de agosto de 2018, contra C. A. Barracas Central, en un empate a dos goles.
El 17 de julio de 2019, ficha por el Central Córdoba (SdE) de la Superliga Argentina. El 3 de agosto de 2019, hizo su debut en la máxima categoría del fútbol argentino, contra Atlético Tucumán, y fue autor del gol que le dio la primera victoria al Ferroviario en su regreso a la Superliga Argentina.
En junio de 2023, fichó por Racing de Córdoba, de la Primera B Nacional.

## Clubes
| Club                  | País        | Año       | Partidos | Goles |
| --------------------- | ----------- | --------- | -------- | ----- |
| Huracán               | Argentina   | 2016-2018 | 1        | 0     |
| Sacachispas           | Argentina   | 2018-2019 | 20       | 3     |
| Central Córdoba (SdE) | Argentina   | 2019      | 2        | 1     |
| Villa Dálmine         | Argentina   | 2020      | 2        | 0     |
| Etar Veliko Tarnovo   | Bulgaria    | 2020-2022 | 26       | 6     |
| Sarmiento (J)         | Argentina   | 2022-2023 | 7        | 1     |
| Racing (C)            | Argentina   | 2023      | 6        | 0     |
| Alessandria Calcio    | Italia      | 2024      | 11       | 0     |
| Zamora Fútbol Club    | Venezuela   | 2024      | 14       | 3     |
| Club Deportivo Águila | El Salvador | 2025      | 16       | 1     |